# Francesco Maria Avellino
Pour les articles homonymes, voir Avellino (homonymie).
Francesco Maria Avellino (né le 14 août 1788 à Naples et mort le 9 janvier 1850 dans la même ville) est un archéologue italien de la première moitié du XIXe siècle.

## Biographie
Avocat, fils d'un ingénieur, il se passionne très jeune pour la numismatique. Il faut des études de droit et entre au ministère de la justice tout en menant en parallèle des travaux sur l'Antiquité et la philologie classique.
Après la publication en 1807 d'une étude sur Plaute, il se lie avec Zoega, Marini et Séroux d'Agincourt lors d'un voyage à Rome. Chargé en 1808 de l'éducation des enfants de Murat, il fonde en 1811 le Giornale numismatico et publie un catalogue des monnaies de l'Italie antique.
Élu à l'Accademia pontaniana de Naples (1809), il devient par la suite professeur de langue grecque à l'Université de Naples (1815), puis est nommé en 1820 à la chaire d'économie politique. Secrétaire perpétuel de la Reale Accademia ercolanense de 1832 à sa mort, c'est à cette époque qu'il est chargé de cataloguer les médailles du Museo Borbonico dont il devient directeur en 1839. Directeur du Museo borbonico (1839), il dirige à partir de cette année la surintendance générale des fouilles du royaume de Naples. En 1843, il fonde le Bulletino archeologico Napoletano. Il est considéré comme le « restaurateur des études archéologiques dans le Mezzogiorno italien. ». En 1850, Domenico Spinelli le remplace comme directeur des fouilles.

## Œuvres
- Opuscoli diversi, 3 vol. (1831-1836)
- Les Captifs de Plaute (commentaires) (1807)
- Del aes grave del Museo Kircheriano (1839)
- Descrizione di una casa disotterata in Pompéi (1840)